# Willy Wobst
Willy Wobst, geboren als Rudolph Willy Wobst (* 10. Oktober 1897 in Mahlitzsch (heute Ortsteil von Roßwein), Landkreis Mittelsachsen; † 9. Mai 1978 in Bad Gandersheim) war ein deutscher Forstmeister, Beamter und Autor. Von 1954 bis 1971 war er Bundesvorsitzender der Arbeitsgemeinschaft Naturgemäße Waldwirtschaft (ANW).

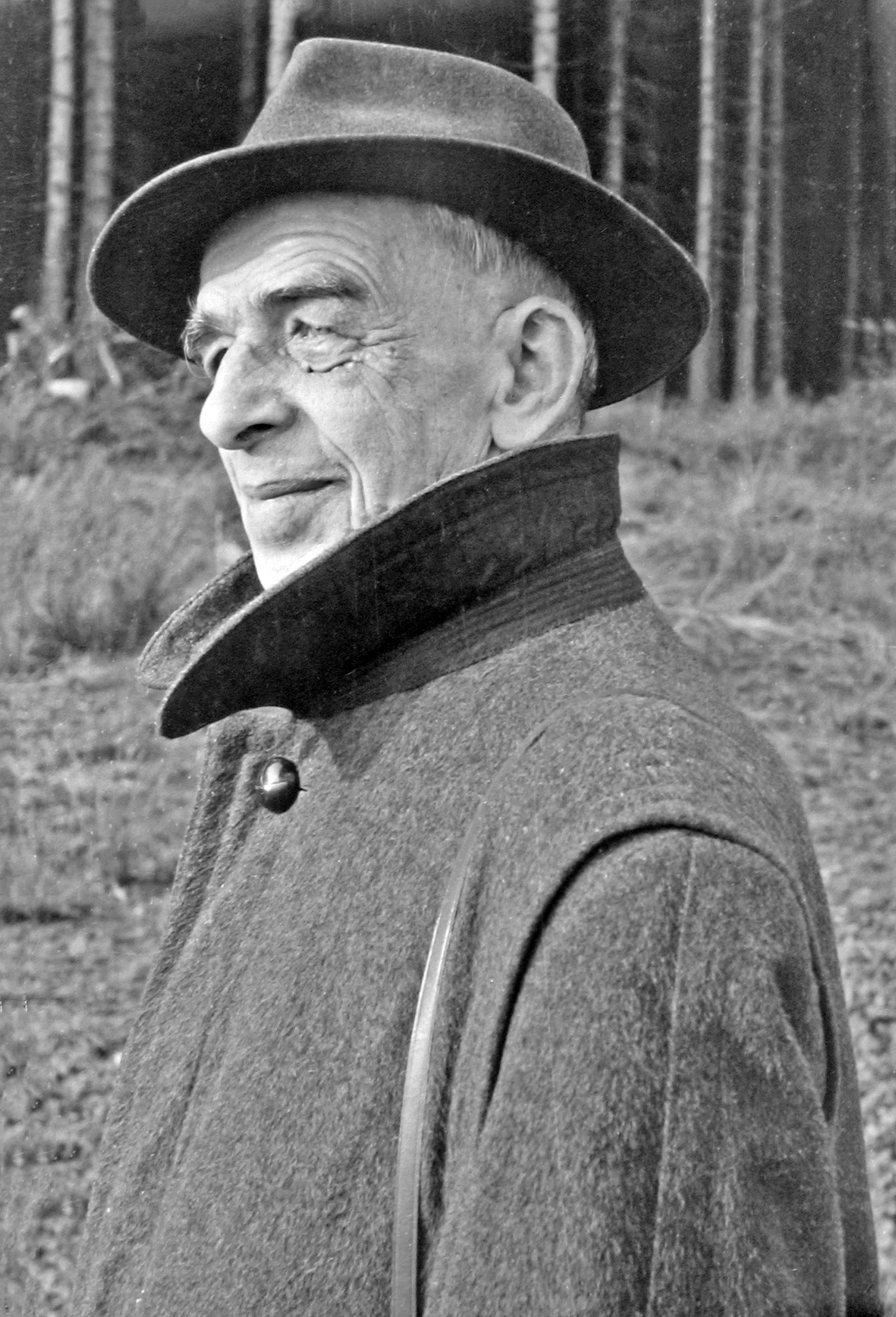
Willy Wobst, ca. 1968

## Ausbildung und Familie
Willy Wobst wurde als zweiter von vier Söhnen des Revierförsters Richard Wobst und seiner Ehefrau Laura, geb. Lindner, geboren. Auf die Volksschule 1904 in Niederstriegis folgten ab 1908 Bürgerschule und Königliches Realgymnasium in Döbeln. Nach dem Notabitur nahm er ab 1. Juni 1916 als Kriegsfreiwilliger am Ersten Weltkrieg teil, an dessen Ende er als Leutnant entlassen wurde.
Das Studium der Forstwissenschaft an der Forstlichen Hochschule Tharandt/Technische Hochschule Dresden schloss er 1922 mit dem Diplomexamen ab. Nach erfolgreichem Staatsexamen 1924 und Ernennung zum Forstassessor tat Wobst Dienst im Sächsischen Forsteinrichtungsamt Dresden.
Im Jahr 1925 heiratete er Helene Müller. Aus der Ehe gingen fünf Kinder hervor.
Seine Tätigkeit als Forsteinrichter wurde zunehmend mit wissenschaftlich begleiteter Standorterkundung und bodenkundlichen Untersuchungen verknüpft. Daraus resultierte 1932 seine Promotion zum Dr.-Ing. bei Gustav Adolf Krauß (Thema: Standortuntersuchungen im Rahmen der Forsteinrichtung).
In diese Zeit fielen auch die Ernennung zum Oberförster und Beamten auf Lebenszeit.

## Beruflicher Werdegang und Ziele

### Beginn in der Forsteinrichtung in Sachsen
Nach seiner akademischen Ausbildung lernte Wobst bis 1931 als Forsteinrichter, engagierter Bodenkundler und Standortserkunder das ganze Spektrum sächsischer Wälder kennen. Dabei wuchsen erste Zweifel an der Art ihrer Bewirtschaftung.
Prägend dafür waren der Anbau von Reinbeständen, besonders von Nadelbäumen, Kahlschläge und die damit verbundenen hohen Risiken von Windwurf, Schneebruch und Insektenkalamitäten. Die enge Zusammenarbeit mit Gustav Adolf Krauß in der noch jungen forstlichen Standortlehre und Bodenkunde, sowie Studienreisen in ausgesuchte deutsche und österreichische Waldgebiete mit entsprechenden fachlichen Anregungen, nährten diese Zweifel weiter.

### Leitung des Forstamtes Hinterhermsdorf (Sächsische Schweiz)
Im Herbst 1931 wurde Wobst das Forstamt Hinterhermsdorf im Elbsandsteingebirge (Sächsische Schweiz) übertragen. Nun konnte Wobst erstmals seine Vorstellungen von einer naturgemäßen Waldwirtschaft als nachhaltige Alternative zur herkömmlichen Forstwirtschaft in der Praxis erproben.
Die inhaltlichen Ziele des naturgemäßen Ansatzes waren vor allem: keine weiteren Kahlschläge, vermehrte natürliche Verjüngung und deren Ergänzung mit Laub- und anderen Mischbaumarten, Zaunbau zum Schutz von Naturverjüngung und vor Verbiss- und Schälschäden durch anfangs weit überhöhte Rotwildbestände, Reduzierung des Rotwildes durch erhöhten Abschuss.
Mit den Kollegen Johannes Blanckmeister und Hermann Krutzsch entstand ein besonders intensiver Erfahrungsaustausch.

„Alle drei Praktiker waren von den Ideen der aufkommenden naturgemäßen Waldwirtschaft durchdrungen. Sie trafen sich regelmäßig zum Gedankenaustausch in ihren Revieren. Auf Hinterhermsdorfer Revier bestiegen sie anlässlich einer solchen Begegnung den Raumberg und kamen auf diesem Gipfel überein, unentwegt und kompromisslos für eine naturgemäße Waldwirtschaft zu wirken (‚Schwur vom Raumberg‘)“

Die begonnene Arbeit entwickelte sich so aussichtsreich, dass 1937 der Forstbetrieb Hinterhermsdorf zusammen mit fünf anderen sächsischen Forstämtern zum Versuchsforstamt für „naturgemäße Waldwirtschaft“ erklärt wurde.
Diese Entwicklung wurde zweimal unterbrochen, einmal durch Wehrdienst von September 1939 bis Juni 1940 und erneut von Mai bis Oktober 1942, als Wobst vom Reichsforstamt als Leiter der Standortkartierung für ein großes Aufforstungsprogramm im Bezirk Oppeln (polnisch: Opole) abgeordnet wurde.

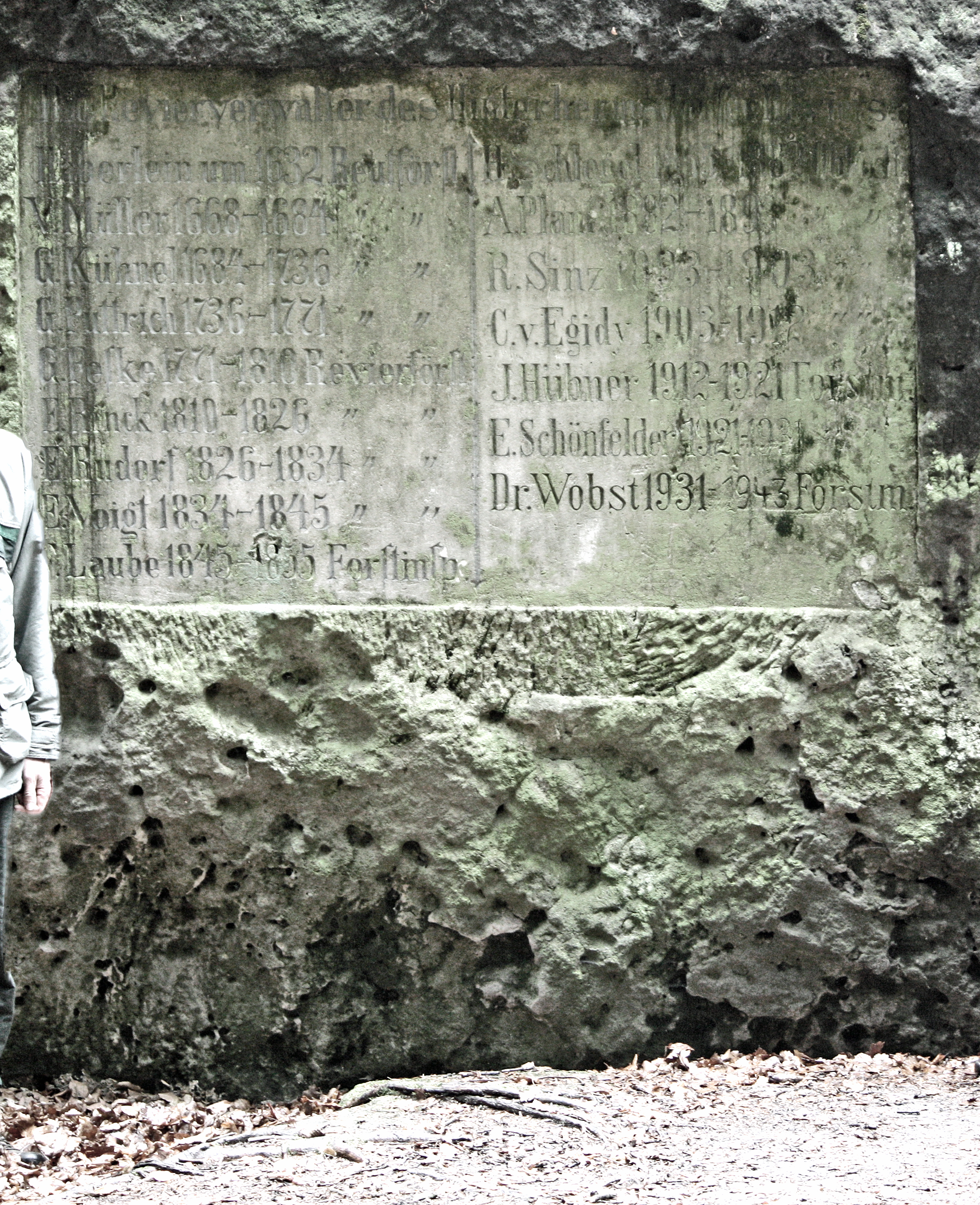
Gedenkstein der Forstdienststellenleiter Hinterhermsdorf von 1632 bis 1943; Altarstein (Sächsische Schweiz)

Während der letzten Abwesenheit erhöhte der NS-Gauleiter Martin Mutschmann, der in dem Forstamtsbereich regelmäßig die Jagd ausübte, den Druck auf Wobsts Mitarbeiter im Forstamt. Die Lage

„… spitzte sich so zu, dass der Gauleiter schließlich wie ein Renaissancefürst die volle Unterordnung der waldbaulichen und forstwirtschaftlichen Belange unter die jagdlichen forderte. Die Gatter wurden auf Weisung des neuen Landesherren teilweise nieder gelegt und der in seinem Protest verharrende Forstmeister im Jahre 1943 schließlich mit achttägiger Fristsetzung des Landes verwiesen.“

Ebenso wurden drei weitere Kollegen, darunter Krutzsch, per Anruf aus dem Parteibüro angewiesen, binnen acht Tagen das Land Sachsen zu verlassen. Das Reichsforstamt war gegen solche Akte reiner Partei-Willkür machtlos und konnte nicht verhindern, dass durch die Eingriffe von Mutschmann die Ergebnisse langjähriger waldbaulicher Bemühungen in kürzester Zeit zunichtegemacht wurden.
Die Dienstzeit von Willy Wobst belegt sein in Stein gemeißelter Name auf dem als Altarstein (Sächsische Schweiz) bekannten Ort südl. des Raumberges.

### Leitung des Forstamtes Seesen II
Mit Hilfe des Reichsforstamtes erhielt Wobst im April 1943 eine neue Verwendung als Forstamtsleiter im Freistaat Braunschweig: in dem am westlichen Rand des Harzes gelegenen Forstamt Seesen II, das 1956 in Forstamt Stauffenburg umbenannt wurde.
Hier begann Wobst erneut, seine alternativen waldbaulichen Vorstellungen in die Tat umzusetzen. Das war keineswegs im Sinne der braunschweigischen Landesforstverwaltung. Wobst bemühte sich über mehrere Jahre um die offizielle Genehmigung, den Betrieb naturgemäß bewirtschaften zu dürfen.
Die inzwischen niedersächsische Landesforstverwaltung stellte 1947 den „Landteil“ als Versuchsbetrieb zur Verfügung. Dabei handelte es sich um eine vor dem Westrand des Harzes gelegene Staatswaldfläche in Größe von 800 ha. Jetzt galt es den Anfangszustand gründlich zu erfassen und die weitere Entwicklung periodisch zu verfolgen. Mit Unterstützung von Fritz Loetsch wurde im Landteil 1950 die bundesweit erste Holzvorratsinventur auf Stichprobenbasis durchgeführt. Regelmäßige Wiederholungen im Turnus von 10 Jahren machen den Landteil zu einem der bestdokumentierten Versuchsbetriebe in Deutschland. Über die substantiellen Veränderungen wurde jeweils ausführlich in der Fachpresse berichtet.
Von 1943 bis zu seiner Pensionierung 1962 schuf Wobst in Seesen die Basis für ein überzeugendes Beispiel naturgemäßer Waldwirtschaft, das sich zu einem vielbeachteten Lern- und Anschauungsobjekt entwickelte. Schon in seiner Dienstzeit führte er zahllose Exkursionen und Lehrwanderungen von Forstleuten und Waldeigentümern aus dem In- und Ausland durch und brachte den Besuchern die Möglichkeiten, Ziele, Grundsätze und sichtbaren Erfolge seiner Wirtschaftsweise nahe. (Siehe Knigge.) Vorträge und zahlreiche Artikel in der Fachpresse (67 insgesamt, davon 45 in seiner Dienstzeit) belegen seinen unermüdlichen Einsatz im Rahmen der bis weit in die 70er Jahre anhaltenden Diskussion um das Pro und Contra der naturgemäßen Waldwirtschaft. Zu dieser Dauer-Diskussion trug besonders bei, dass es noch nicht genügend praktische und auch ökonomisch überzeugende Beispiele naturgemäßer Waldwirtschaft gab, weil es dazu der Natur gemäß langer Zeiträume bedarf.

### Wirken in der Arbeitsgemeinschaft Naturgemäße Waldwirtschaft
Wobst förderte maßgeblich die Gründung der Arbeitsgemeinschaft Naturgemäße Waldwirtschaft (ANW).

„Im Herbst 1949 einigt man sich auf der Insel Mainau darauf, einen Aufruf zur Gründung der »Arbeitsgemeinschaft Naturgemäße Waldwirtschaft« in Fachzeitschriften zu veröffentlichen. Willy Wobst verfasst den Aufruf, der am 22. Februar 1950 in der Allgemeinen Forst-Zeitschrift (AFZ) publiziert wird. --- Diesen Aufruf unterzeichnen insgesamt 20 teilweise namhafte Vertreter aus der forstlichen Praxis und Wissenschaft. In zahlreichen Abhandlungen und mehreren (Sonder-)Ausgaben der AFZ wird das Thema aufgegriffen, und Ziele und Prinzipien einer zu gründenden »Arbeitsgemeinschaft Naturgemäße Waldwirtschaft« (ANW) werden erläutert.“

„Gründung der »Arbeitsgemeinschaft Naturgemäße Waldwirtschaft« – In Schwäbisch Hall findet vom 29. Mai bis 1. Juni 1950 die Gründung und erste Arbeitstagung der westdeutschen ANW statt.“

Unter den 21 Unterzeichnern waren auch Krutzsch und Blanckmeister, deren weitere Mitarbeit von der DDR-Regierung bald erschwert und 1955 völlig untersagt wurde. Landforstmeister Karl Dannecker aus Stuttgart wurde zum ersten Vorsitzender gewählt.
Bei der Arbeitstagung im Mai 1954 stellte Wobst mit seinem Vortrag „Zur Klarstellung über die Grundsätze der naturgemäßen Waldwirtschaft“ die Unterschiede zur klassischen Forstwirtschaft deutlich heraus. Anschließend wurde Wobst zum Vorsitzenden gewählt.
Bis 1971 organisierte er in dieser Funktion 25 Arbeitstagungen, gestreut über die ganze Bundesrepublik. Wobst nutzte große Teile seiner Freizeit nach der Pensionierung dazu, weitere auf dem Weg in die naturgemäße Waldwirtschaft befindliche Forstbetriebe zu besuchen, Zustand und künftige Entwicklung der Wälder mit Eigentümern und Betriebsleitern zu diskutieren, Rat zu geben und zu empfangen. So wurden neue Objekte und Themen für Tagungen gefunden. In der Fachpresse wurde regelmäßig über die Tagungen berichtet und damit vermehrtes Interesse an der ANW ausgelöst. Im Mai 1971, am Ende von Wobsts Amtszeit, verzeichnete die ANW rund 200 Mitglieder (Forstleute und Waldbesitzer). Neuer Vorsitzender wurde Willi Gayler.
1957 erhielt Wobst an der Fakultät für Gartenbau und Landschaftspflege der TH Hannover einen Lehrauftrag für das Fach Forstwirtschaft. Mit Vorlesungen und Exkursionen vermittelte er den Studierenden der Landschaftspflege Grundwissen über die Forstwirtschaft und deren relevante Bezüge zu Landschaft und Landschaftspflege. Dieses Engagement endete 1965.

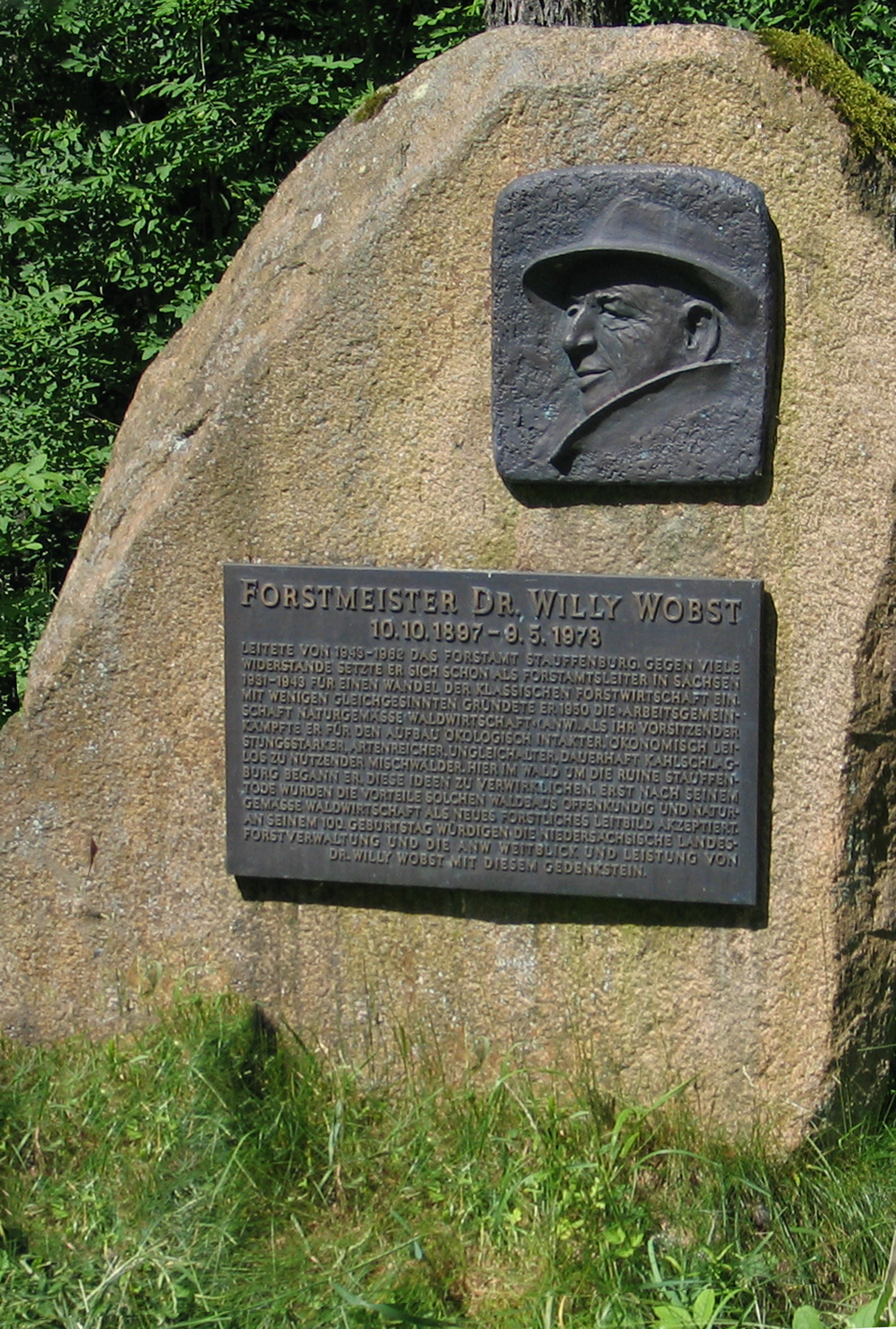
Gedenkstein zum 100. Geburtstag von Willy Wobst

Am 31. Oktober 1962 wurde Wobst in den Ruhestand verabschiedet und für seine Lebensleistung mit dem Bundesverdienstkreuz 1. Klasse ausgezeichnet. 1996 nahm ihn das Braunschweigische Biographische Lexikon auf, in dem Leben und Wirken bemerkenswerter Persönlichkeiten des 19. und 20. Jahrhunderts aus der Region Braunschweig beschrieben sind. An seinem 100. Geburtstag 1997 würdigten die Niedersächsische Landesforstverwaltung und die ANW Weitblick und Leistung von Willy Wobst mit einem Gedenkstein im Landteil, nahe der Ruine Stauffenburg, Seesen (51° 49′ 16,6″ N, 10° 9′ 34,2″ O), die Inschrift lautet:

„FORSTMEISTER DR. WILLY WOBST / 10.10.1897–9.5.1978 / LEITETE VON 1943–1962 DAS FORSTAMT STAUFFENBURG. GEGEN VIELE / WIDERSTÄNDE SETZTE ER SICH SCHON ALS FORSTAMTSLEITER IN SACHSEN / 1931–1943 FÜR EINEN WANDEL DER KLASSISCHEN FORSTWIRTSCHAFT EIN. MIT WENIGEN GLEICHGESINNTEN GRÜNDETE ER 1950 DIE „ARBEITSGEMEIN- / SCHAFT NATURGEMÄßE WALDWIRTSCHAFT (ANW)“. ALS IHR VORSITZENDER / KÄMPFTE ER FÜR DEN AUFBAU ÖKOLOGISCH INTAKTER, ÖKONOMISCH LEI- / STUNGSSTARKER, ARTENREICHER, UNGLEICHALTER, DAUERHAFT KAHLSCHLAG-LOS / ZU NUTZENDER MISCHWÄLDER. HIER IM WALD UM DIE RUINE STAUFFEN- / BURG BEGANN ER DIESE IDEEN ZU VERWIRKLICHEN. ERST NACH SEINEM / TODE WURDEN DIE VORTEILE SOLCHEN WALDBAUS OFFENKUNDIG UND NATUR- / GEMÄSSE WALDWIRTSCHAFT ALS NEUES FORSTLICHES LEITBILD AKZEPTIERT. / AN SEINEM 100. GEBURTSTAG WÜRDIGEN DIE NIEDERSÄCHSISCHE LANDES- / FORSTVERWALTUNG UND DIE ANW WEITBLICK UND LEISTUNG VON / DR. WILLY WOBST MIT DIESEM GEDENKSTEIN.“

Seit 1950 ist die Dr. Wobst-Straße im Wald westlich der Staufenburg nach Willy Wobst benannt (51° 48′ 36,8″ N, 10° 9′ 28,9″ O).

### Naturgemäße Waldwirtschaft – die Idee breitet sich aus
Vom steigenden Umweltbewusstsein breiterer Bevölkerungsschichten getragen, wuchs in den 80er Jahren die Mitgliederzahl der ANW sprunghaft an. Landesgruppen, als eingetragene Vereine und ein Bundesvorstand waren zu bilden. Eine eigene Zeitschrift Der Dauerwald wurde herausgegeben. Im gleichen Zeitraum waren im „Landteil“ und weiteren Beispielsbetrieben mit den ökologischen Vorteilen die ökonomischen Erfolge klar erkennbar.
Dies führte in den 90er Jahren dazu, dass Ziele und Methoden der ANW von der deutschen Forstwirtschaft zu großen Teilen übernommen wurden. Ein Beispiel dafür ist das im Jahre 1991 von Hans-Jürgen Otto konzipierte „Programm zur Langfristigen Ökologischen Waldentwicklung“, kurz: „LÖWE-Programm“, für die niedersächsischen Landesforsten, deren Grundsätze mit denen der ANW weitgehend deckungsgleich sind.
Der von Willy Wobst begonnene Umbau des Waldes im Forstamt Stauffenburg ist von seinen Nachfolgern Walter Unterberger (1962–1966), seinem Sohn, Hermann Wobst (1966–2000), Walter Hennecke (2000–2005) und Henning Geske (seit 2006) kontinuierlich fortgesetzt worden. Hermann Wobst war zudem lange in führenden Positionen der ANW (Vorsitzender der Landesgruppe Niedersachsen, 1987–2003; 2. Bundesvorsitzender 1989–1997) tätig und eines der Gründungsmitglieder von „PRO SILVA“, einem 1989 in Slowenien gegründeten Dachverband, der seither eine „naturnahe multifunktionale Waldwirtschaft“ im europäischen Raum propagiert.
Im Jahre 2008 wurde der „Landteil“ als europaweiter „Pro Silva-Beispielbetrieb“ anerkannt.

## Auszeichnungen
- Bundesverdienstkreuz 1. Klasse der Bundesrepublik Deutschland

## Schriften
- Standortsuntersuchungen im Rahmen der Forsteinrichtung. Dissertation. TH Dresden 1932,
- Probleme der Zuwachs- und Ertragslehre. In: Der Deutsche Forstwirt. 25, 1943, S. 27–28.
- Waldbau – ein geistloses Handwerk? In: Allgemeine Forstzeitschrift. (AFZ). 3, 1948, S. 17.
- Die Krisis im Waldbau. In: AFZ. 4, 1949, S. 12.
- Schwäbisch Hall 1950. In: AFZ. 5, 1950, S. 26–27.
- Über naturgemäße Waldwirtschaft. In: Forst und Holz. 6, 1951, S. 8.
- Zur Klarstellung über die Grundsätze der naturgemäßen Waldwirtschaft. In: Der Forst- und Holzwirt. (FoHo), 9, 1954, S. 13.
- Naturverjüngung und ihre Ergänzung zu standortsgemäßen Mischbeständen. In: FoHo. 17, 1962, S. 5.
- Naturgemäße Waldwirtschaft im Forstamt Stauffenburg. In: AFZ. 17, 1962, S. 47.
- Die formenden Kräfte des Halbschattens. In: AFZ. 25, 1970, S. 21.
- 25 Jahre ANW. In: AFZ. 30, 1975, S. 17.
- mit Hermann Wobst: Ergebnisse aus drei Holzvorratsinventuren im Landteil des niedersächs. Forstamts Stauffenburg. In: AFZ. 30, 1975, S. 17.